# Dominique Latil
 (octobre 2018).
Si vous disposez d'ouvrages ou d'articles de référence ou si vous connaissez des sites web de qualité traitant du thème abordé ici, merci de compléter l'article en donnant les références utiles à sa vérifiabilité et en les liant à la section « Notes et références ».
 (octobre 2018).
 (octobre 2018).
Dominique Latil est un scénariste français de bande dessinée et de séries animées né en 1970.

## Biographie
À Aix-en-Provence, il étudie à l'université où il obtient un diplôme en cinéma et audiovisuel. Ses diverses activités lui ont permis de connaître l'animation, la réalisation et l'écriture. Après avoir pratiqué divers emplois alimentaires, l'occasion d'écrire se présente à lui en la personne de Christophe Arleston.
Membre fondateur du Gottferdom Studio et du mensuel Lanfeust Mag, dont il assure la fonction de rédacteur en chef adjoint (du n°1, Mai 1998, au n°227, le dernier, Février 2019), il écrit aussi bien pour la bande dessinée, albums ou récits complets, que pour la télévision, où il scénarise des épisodes de séries animées.

## Publications

### Séries de bande dessinée en albums
- One Shot, Soleil, 2006
Scénario : Dominique Latil - Dessin et couleurs : Lucio Parrillo

## Divers
- Les Aventures du Gottferdom studio, bande dessinée de Dav: parodie de films, histoires et programmes télévisés ou les dessinateurs et scénaristes du Gottferdom Studio doivent terminer à temps le Lanfeust Mag. Le personnage de Dom (librement inspiré de Dominique Latil) fait partie de ceux-ci et est souvent représenté comme le bouc émissaire, le simplet de l'équipe accumulant ainsi tous les rôles indésirables.